# لسوسا

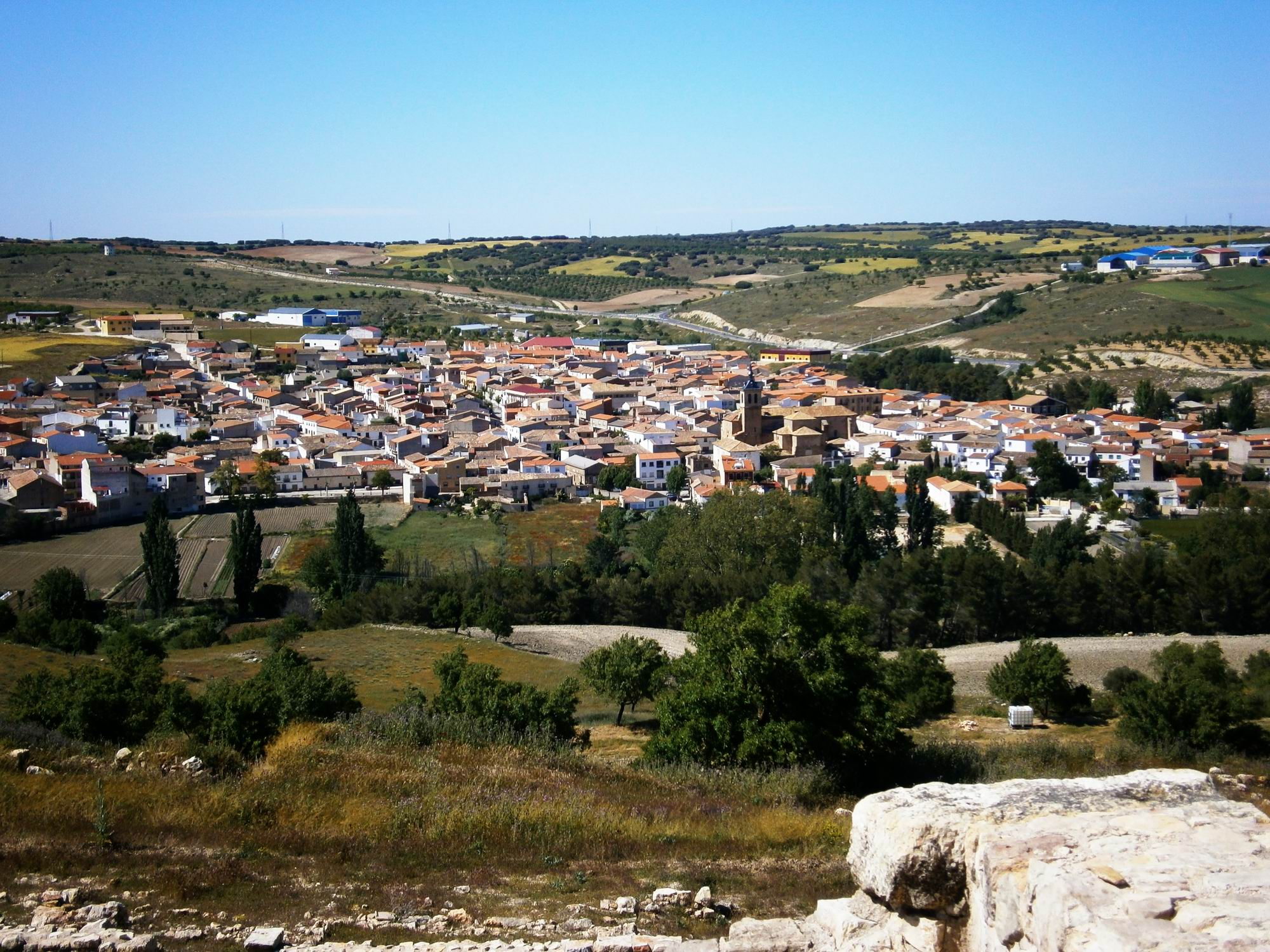
لسوسا (۱-۶-۲۰۱۳)

لسوسا دهستانی در استان آلباستهٔ اسپانیا است.
در این دهستان ۱۷۰۸ نفر زندگی می‌کنند. مساحت این دهستان ۳۶۰٫۴۱ کیلومتر مربع است.